# Cladopsammia echinata
Espèce
Statut CITES
Cladopsammia echinata est une espèce de coraux appartenant à la famille des Dendrophylliidae.